# Casa marocană

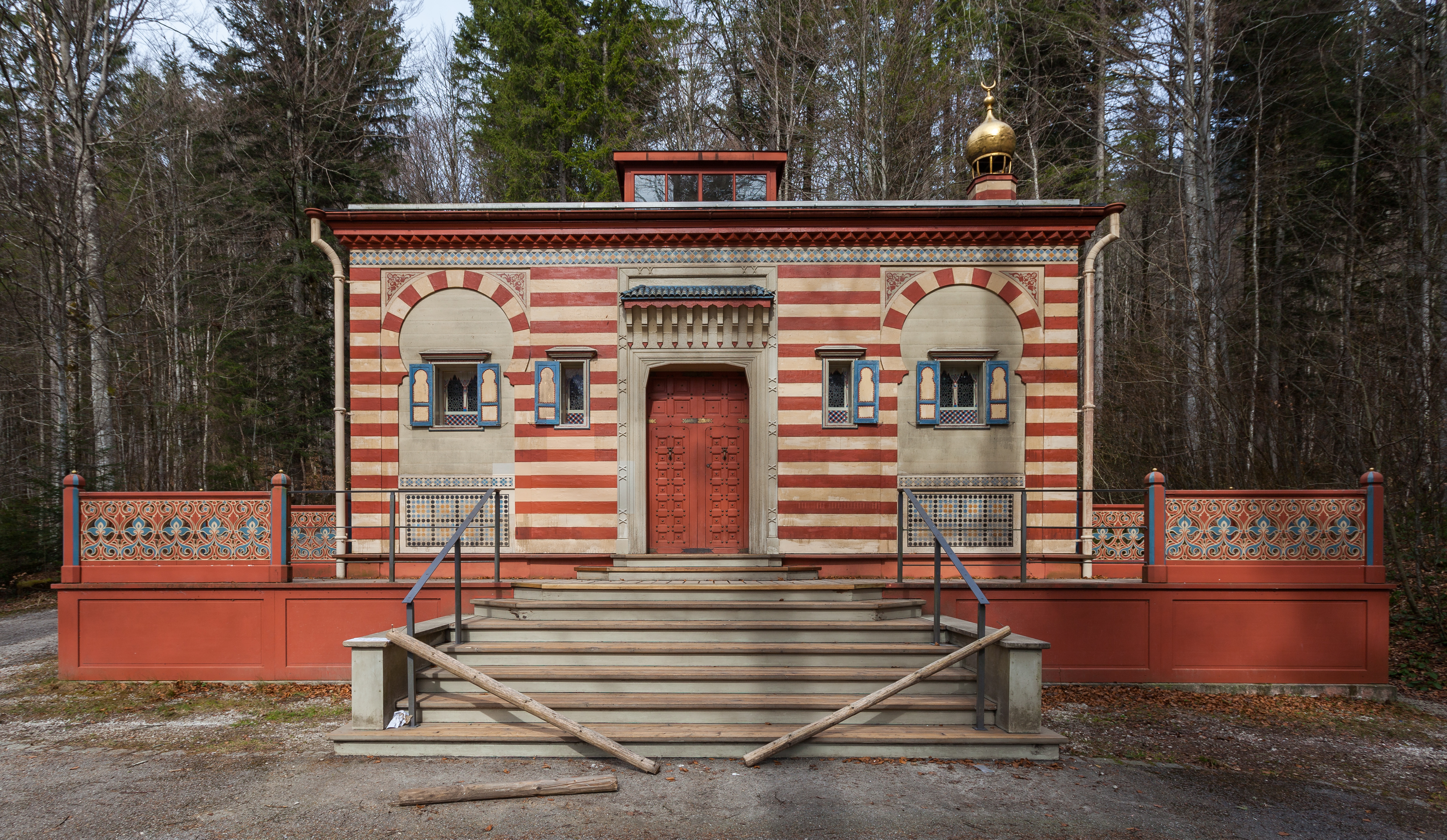
Casa marocană văzută din exterior

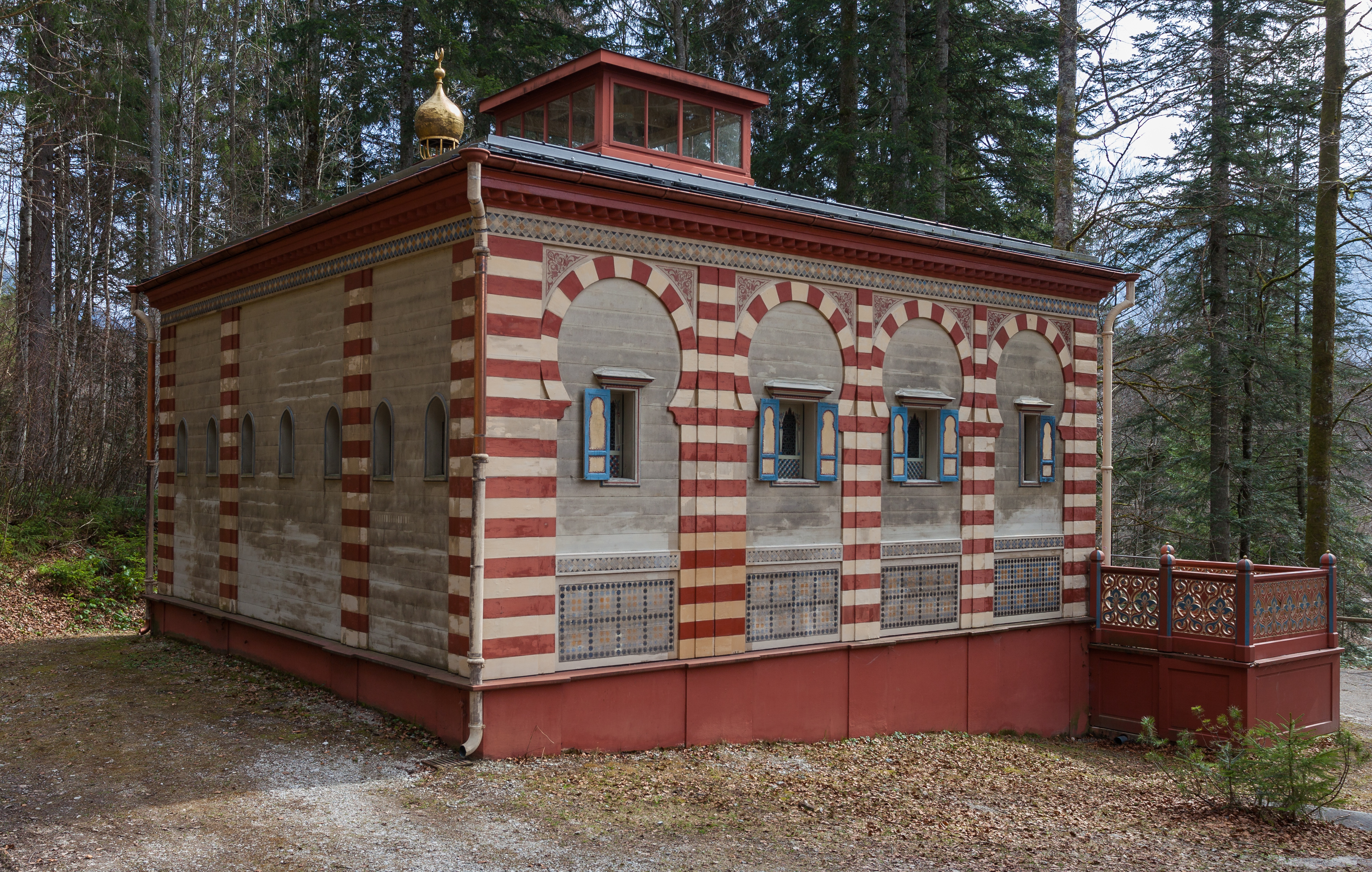
Casa marocană văzută din exterior

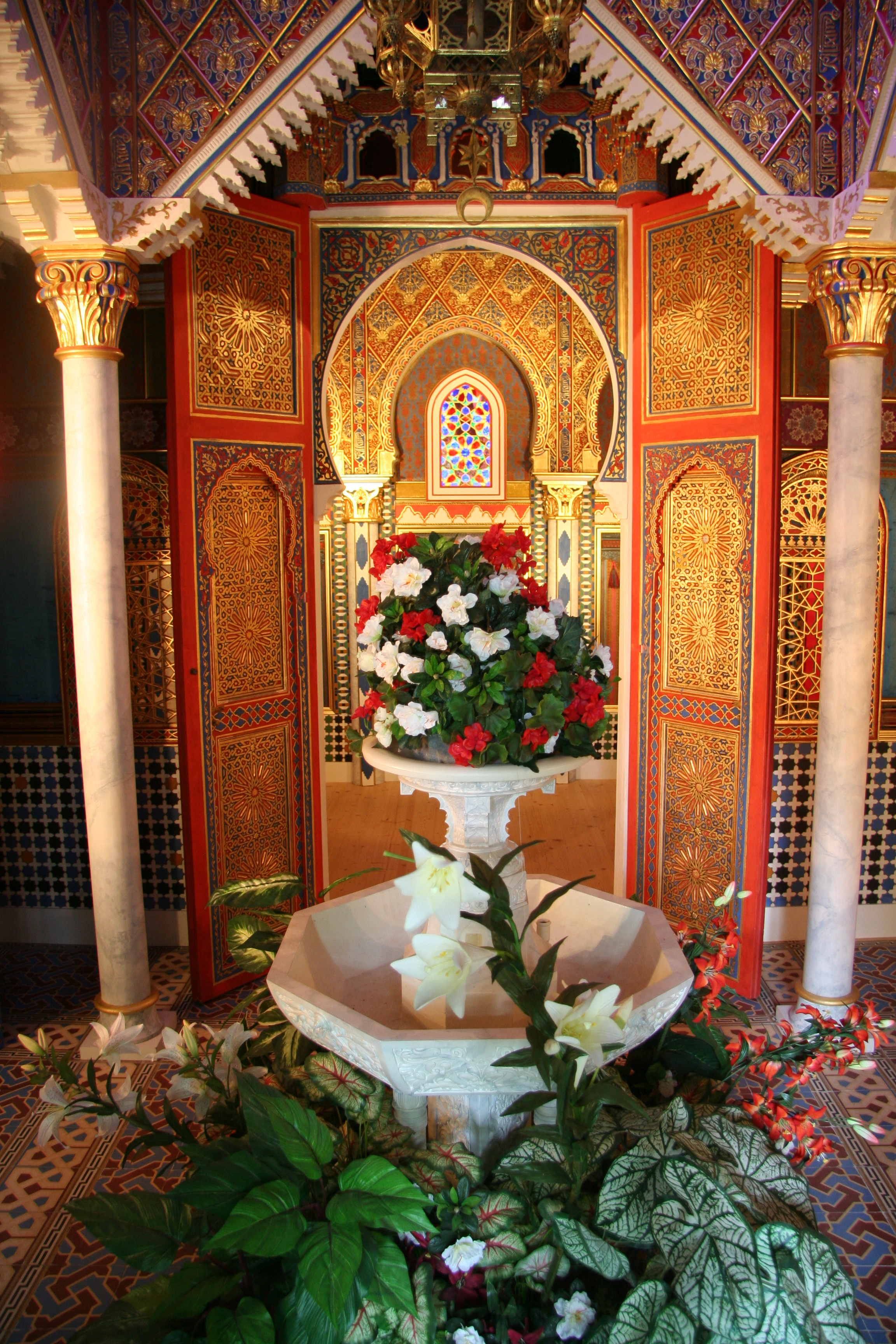
Interiorul casei

Casa marocană (în germană Marokkanisches Haus) a fost achiziționată de regele Ludovic al II-lea al Bavariei la Expoziția Universală din 1878 de la Paris, unde aceasta făcea parte dintr-un mare ansamblu oriental. Piesele componente au sosit în 25 noiembrie 1878 la Castelul Linderhof, iar casa a fost asamblată în decembrie în apropiere de coliba lui Hunding, situată nu departe de granița cu Austria.
Casa marocană a fost apoi decorată cu țesături și covoare scumpe, ferestrele au fost întărite și s-a construit un șemineu din cărămidă. Pereții au fost vopsiți, modificându-se astfel aspectul camerei.
După moartea regelui, Casa marocană a fost vândută comunei Oberammergau, ea începând treptat să se degradeze. Între timp, ea a fost răscumpărată în 1980, restaurată cu grijă și reconstruită pe o locație nouă mai aproape de castel, ea aflându-se începând din 1998 în parcul castelului.